# China Open 2019 - Qualificazioni singolare maschile
Le qualificazioni del singolare maschile del China Open 2019 sono state un torneo di tennis preliminare per accedere alla fase finale della manifestazione. I vincitori dell'ultimo turno sono entrati di diritto nel tabellone principale. In caso di ritiro di uno o più giocatori aventi diritto a questi sono subentrati i lucky loser, ossia i giocatori che hanno perso nell'ultimo turno ma che avevano una classifica più alta rispetto agli altri partecipanti che avevano comunque perso nel turno finale.

## Teste di serie
1. Pablo Cuevas (qualificato)
2. Daniel Evans (qualificato)
3. Márton Fucsovics (ritirato)
4. Cameron Norrie (qualificato)

1. Ričardas Berankis (primo turno)
2. Jérémy Chardy (qualificato)
3. Andreas Seppi (primo turno)
4. Dominik Koepfer (ultimo turno)

## Qualificati
1. Pablo Cuevas
2. Daniel Evans

1. Cameron Norrie
2. Jérémy Chardy

## Tabellone

### Legenda
| - Q = Qualificato - WC = Wild card - LL = Lucky loser | - ALT = Alternate - SE = Special Exempt - PR = Protected Ranking | - w/o = Walkover - r = Ritirato - d = Squalificato |

### Sezione 1
|  | Primo turno | Primo turno     | Primo turno  | Primo turno | Primo turno |  |  | Ultimo turno | Ultimo turno    | Ultimo turno    | Ultimo turno | Ultimo turno |  |
|  |             |                 |              |             |             |  |  |              |                 |                 |              |              |  |
|  | 1           | Pablo Cuevas    | Pablo Cuevas | 6           | 6           |  |  |              |                 |                 |              |              |  |
|  | WC          | Wu Di           | Wu Di        | 1           | 4           |  |  | 1            | Pablo Cuevas    | Pablo Cuevas    | 6            | 6            |  |
|  |             | Jason Jung      | 3            | 7           | 4           |  |  | 8            | Dominik Koepfer | Dominik Koepfer | 2            | 3            |  |
|  | 8           | Dominik Koepfer | 6            | 64          | 6           |  |  |              |                 |                 |              |              |  |

### Sezione 2
|  | Primo turno | Primo turno    | Primo turno    | Primo turno | Primo turno |  |  | Ultimo turno | Ultimo turno   | Ultimo turno | Ultimo turno | Ultimo turno |  |
|  |             |                |                |             |             |  |  |              |                |              |              |              |  |
|  | 2           | Daniel Evans   | Daniel Evans   | 6           | 6           |  |  |              |                |              |              |              |  |
|  | WC          | Cui Jie        | Cui Jie        | 3           | 1           |  |  | 2            | Daniel Evans   | 3            | 6            | 6            |  |
|  |             | Vasek Pospisil | Vasek Pospisil | 6           | 6           |  |  |              | Vasek Pospisil | 6            | 3            | 4            |  |
|  | 7           | Andreas Seppi  | Andreas Seppi  | 3           | 4           |  |  |              |                |              |              |              |  |

### Sezione 3
|  | Primo turno | Primo turno      | Primo turno      | Primo turno      | Primo turno |  |  | Ultimo turno | Ultimo turno  | Ultimo turno  | Ultimo turno | Ultimo turno |  |
|  |             |                  |                  |                  |             |  |  |              |               |               |              |              |  |
|  | 3           | Márton Fucsovics | Márton Fucsovics | Márton Fucsovics |             |  |  |              |               |               |              |              |  |
|  |             | Bernard Tomić    | Bernard Tomić    | Bernard Tomić    | w/o         |  |  |              | Bernard Tomić | Bernard Tomić | 2            | r            |  |
|  | Alt         | Frank Dancevic   | Frank Dancevic   | 1                | 4           |  |  | 6            | Jérémy Chardy | Jérémy Chardy | 2            |              |  |
|  | 6           | Jérémy Chardy    | Jérémy Chardy    | 6                | 6           |  |  |              |               |               |              |              |  |

### Sezione 4
|  | Primo turno | Primo turno       | Primo turno    | Primo turno | Primo turno |  |  | Ultimo turno | Ultimo turno   | Ultimo turno | Ultimo turno | Ultimo turno |  |
|  |             |                   |                |             |             |  |  |              |                |              |              |              |  |
|  | 4           | Cameron Norrie    | Cameron Norrie | 6           | 6           |  |  |              |                |              |              |              |  |
|  | WC          | He Yecong         | He Yecong      | 2           | 1           |  |  | 4            | Cameron Norrie | 1            | 6            | 6            |  |
|  | Alt         | Damir Džumhur     | 6              | 65          | 6           |  |  | Alt          | Damir Džumhur  | 6            | 3            | 4            |  |
|  | 5           | Ričardas Berankis | 3              | 7           | 1           |  |  |              |                |              |              |              |  |